# Lutold von Znaim
Lutold Fürst von Znaim (auch Litold, Litolda, Ludolf, Lutolf, tschechisch Litold Znojemský; † 15. März 1112) war Herzog von Mähren.

## Leben
Der Sohn des Konrad I. und der Virpirka von Tengling (Virpirka z Tenglingu) aus dem Geschlecht der Přemysliden herrschte von 1092 bis 1097 im Fürstentum Znaim. Er war mit der jüngeren Ida von Österreich (auch Ida von Babenberg bzw. Ida von Ostmark), der Tochter des Markgrafen Leopold II. verheiratet.
Břetislav II., der nach dem Tod Konrads dessen Nachfolge im Fürstentum Böhmen übernahm, versuchte seine eigene Nachfolge entgegen dem Prinzip des Seniorats („Altersgesetz“), zugunsten seines Bruders Bořivoj II. zu regeln. Dagegen opponierten seine Neffen Lutold und dessen Bruder Ulrich, die ihre legitimen Rechte durchsetzen wollten. Anfangs mit wenig Aussicht auf Erfolg – Bořivoj II. war Schwiegersohn des Markgrafen Leopold II. von Österreich – führte Lutold von der Burg Raabs an der Thaya aus Raubzüge durch. Er musste die ihm zugesprochene Burg verlassen, als das Heer Leopolds die Burg belagerte, und wurde 1093 verjagt. Nachdem Heinrich IV. die Thronfolge zugunsten von Bořivoj II. entschieden hatte, ließ dieser Milde walten. Lutold und Ulrich erhielten die Erlaubnis, nach Mähren zurückzukehren.
Ulrich forderte bei Heinrich IV. weiterhin seine Rechte auf den Thron von Böhmen ein. Nach erfolglosen Verhandlungen mit Bořivoj zog Ulrich 1101 mit Unterstützung von Lutold und österreichischer und baierischer Heere Richtung Prag. Die Brüder wollten Bořivoj II. den Thron mit Gewalt entreißen. Nach der ersten Schlacht bei Malín zerstreuten sich jedoch die wenig motivierten deutschen Söldner. Ulrich zog sich daraufhin nach Brünn zurück und verzichtete auf den Thron. Lutold dagegen gewann sein Fürstentum Znaim von Bořivoj II. zurück. Dennoch unterstützte Lutold 1107 bis 1109 Svatopluk II. von Olmütz bei der erfolgreichen Verschwörung gegen Bořivoj II.
Nach Lutolds Tod im Jahre 1112 erhielt sein Bruder Ulrich das Fürstentum Znaim. Lutold wurde vermutlich genauso wie Ulrich in dem von ihnen 1109 gegründeten Benediktinerkloster in Trebitsch bestattet.

## Verwandtschaftliche Verhältnisse
- Vater: Konrad I.
- Mutter: Virpirka von Tengling
- Bruder: Ulrich von Brünn
- Onkel: Spytihněv II., Vratislav II., Jaromír, Otto I. von Olmütz
- Cousins: Vladislav I., Soběslav I., Otto II. von Olmütz, Břetislav II., Bořivoj II.
- Großvater: Břetislav I.
- Kinder: Sohn Konrad II. von Znaim

## Weblink
- genealogie-mittelalter.de

| Personendaten    | Personendaten                                                                   |
| ---------------- | ------------------------------------------------------------------------------- |
| NAME             | Lutold von Znaim                                                                |
| ALTERNATIVNAMEN  | Litold von Znaim, Litolda; Ludolf von Znaim; Lutolf von Znaim, Litold Znojemský |
| KURZBESCHREIBUNG | mährischer Herzog zu Znaim (1092–1097)                                          |
| GEBURTSDATUM     | 11. Jahrhundert                                                                 |
| STERBEDATUM      | 15. März 1112                                                                   |